# Eleições municipais de Dourados em 2004
As eleições municipais da cidade brasileira de Dourados ocorreram no dia 3 de outubro de 2004, para eleger um prefeito, um vice-prefeito e 12 vereadores para a administração da cidade e a votação se deu em um único turno. Laerte Tetila, do PT, foi reeleito para governar a cidade pelo período de 1º de janeiro de 2005 a 31 de dezembro de 2008.

## Candidatos
| Partido | Nome do candidato | Nome do candidato a vice | Partido | Coligação                                                                                               |
| ------- | ----------------- | ------------------------ | ------- | --- |
| PDT     | Bela Barros       | Celso Dal Lago           | PTB     | Dourados de Todas as Cores (PDT / PTB / PMDB / PPS / PFL / PTC / PSDB)                                  |
| PT      | Laerte Tetila     | Albino Mendes            | PL      | Coligação Dourados no Rumo Certo (PT / PL / PSL / PSC / PP / PSDC / PMN / PSB / PV / PC DO B / PT DO B) |
| PRONA   | Zé Roberto        | José Araújo              | PRONA   | |

## Resultados

### Prefeito
| Candidato(a)             | Vice                     | Turno único 3 de outubro de 2004 | Turno único 3 de outubro de 2004 |
| Candidato(a)             | Vice                     | Total                            | Percentagem                      |
| ------------------------ | ------------------------ | -------------------------------- | -------------------------------- |
| Laerte Tetila (PT)       | Albino Mendes (PL)       | 53.208                           | 53,96%                           |
| Bela Barros (PDT)        | Celso Dal Lago (PTB)     | 42.409                           | 43,01%                           |
| Zé Roberto (PRONA)       | José Araújo (PRONA)      | 2.983                            | 3,03%                            |
| → Total de votos válidos | → Total de votos válidos | 98.600                           | 94,12%                           |
| → Votos em branco        | → Votos em branco        | 1.709                            | 1,63%                            |
| → Votos nulos            | → Votos nulos            | 4.445                            | 4,24%                            |
| Total                    | Total                    | 98.600                           | 84,58%                           |
| Abstenções               | Abstenções               | 19.111                           | 15,42%                           |
| Total de inscritos       | Total de inscritos       | 123.865                          | 100%                             |

#### Gráficos
| \| Turno único - Esquema Gráfico \| Turno único - Esquema Gráfico \| Turno único - Esquema Gráfico \| Turno único - Esquema Gráfico \| Turno único - Esquema Gráfico \| \| ----------------------------- \| ----------------------------- \| ----------------------------- \| ----------------------------- \| ----------------------------- \| \| \| \| \| \| \| \| Laerte Tetila \| Laerte Tetila \| \| 53,96% \| 53,96% \| \| Bela Barros \| Bela Barros \| \| 43,01% \| 43,01% \| \| Zé Roberto \| Zé Roberto \| \| 3,03% \| 3,03% \| \| Brancos e Nulos \| Brancos e Nulos \| \| 5,87% \| 5,87% \| \| Abstenções \| Abstenções \| \| 15,42% \| 15,42% \| |                 |  |        |        |
| Turno único - Esquema Gráfico |                 |  |        |        |
| |                 |  |        |        |
| Laerte Tetila | Laerte Tetila   |  | 53,96% | 53,96% |
| Bela Barros | Bela Barros     |  | 43,01% | 43,01% |
| Zé Roberto | Zé Roberto      |  | 3,03%  | 3,03%  |
| Brancos e Nulos | Brancos e Nulos |  | 5,87%  | 5,87%  |
| Abstenções | Abstenções      |  | 15,42% | 15,42% |

### Vereadores
Os eleitos foram remanejados pelo coeficiente eleitoral destinado a cada coligação. Abaixo a lista com o número de vagas e os candidatos eleitos. O ícone  indica os que foram reeleitos.
| Candidato(a)            | Partido | Votação      |     |       |
| ----------------------- | ------- | ------------ | --- | ----- |
| Candidato(a)            | Partido | Sidlei Alves | PFL | 2.984 |
| Cimatti                 | PFL     | 2.552        |     |       |
| Cemar                   | PDT     | 2.084        |     |       |
| Eduardo Marcondes       | PMDB    | 1.898        |     |       |
| Laudir Munaretto Polaco | PL      | 1.858        |     |       |
| Elias Ishy              | PT      | 1.784        |     |       |
| Zé Silvestre            | PT      | 1.619        |     |       |
| Margarida Gaigher       | PT      | 1.575        |     |       |
| Tenente Pedro           | PT      | 1.557        |     |       |
| Carlinhos Cantor        | PL      | 1.477        |     |       |
| Edson Lima              | PDT     | 1.280        |     |       |
| Paulo Henrique Bambu    | PSC     | 952          |     |       |